# An Incompetent Hero
An Incompetent Hero er en amerikansk stumfilm fra 1914 af Fatty Arbuckle.

## Medvirkende
- Roscoe Arbuckle som Fatty.
- Edgar Kennedy.
- Lucille Ward.
- Minta Durfee.
- Al St. John.